# Gloria E. Anzaldúa
Gloria Evangelina Anzaldúa (ur. 26 września 1942 w Harlingen, zm. 15 maja 2004 w Santa Cruz) – amerykańska badaczka zajmująca się studiami kulturowymi Chicano, badaniami feministycznymi oraz queer. Jedną z jej najbardziej znanych prac jest pół-autobiograficzne Borderlands/La Frontera: The New Mestiza, gdzie autorka analizuje doświadczenia z dorastania na meksykańsko-teksańskiej granicy przez pryzmat zagadnień takich jak płeć, tożsamość, rasa i kolonializm.

## Wczesne życie i edukacja
Gloria E. Anzaldúa urodziła się 26 września 1942 roku w dolinie Rio Grande na północy stanu Teksas. Była najstarszą z czworga dzieci Urbana Anzaldúi i Amalii z d. García. Pradziadek Glorii, Urbano Senior, był sędzią okręgowym w Hrabstwie Hidalgo. Jej ojciec, Urbano Anzaldúa był przodkiem wielu wybitnych hiszpańskich odkrywców, którzy przybyli na tereny obu Ameryk w XVI oraz XVII wieku. Nazwisko Anzaldúa jest pochodzenia Baskijskiego. Gdy Gloria miała jedenaście lat jej rodzina przeprowadziła się do Hargill w stanie Teksas. W 1962 roku ukończyła Edinburg High School, a w 1968 otrzymała bachelor’s degree z University of Texas–Pan American z zakresu języka angielskiego, sztuki i edukacji, następnie z Uniwersytetu Teksańskiego w Austin otrzymała tytuł Master of Arts. W trakcie edukacji na uniwersytecie w Austin dołączyła do aktywnych politycznie poetów i dramaturgów, takich jak Ricardo Sanchez oraz Hedwig Gorski.

## Kariera i ważne publikacje
Po uzyskaniu tytułu Bachelor of Arts z języka angielskiego na ówczesnym Pan American University (obecnie University of Texas Rio Grande Valley), Anzaldúa pracowała jako nauczyciel w przedszkolu i edukacji specjalnej. W 1977 przeprowadziła się do Kalifornii, gdzie utrzymywała się z pisania, wykładów i okazjonalnego nauczania o feminizmie, studiach nad Chicano i kreatywnym pisaniu na Uniwersytecie Stanowym w San Francisco, Uniwersytecie Kalifornijskim w Santa Cruz, Florida Atlantic University i innych uczelniach. 
Znana jest najbardziej ze współredakcji This Bridge Called My Back: Writings by Radical Women of Color (1981) wraz z Cherríe Moraga, redakcji Making Face, Making Soul/Haciendo Caras: Creative and Critical Perspectives by Women of Color (1990) oraz współredakcji This Bridge We Call Home: Radical Visions for Transformation (2002). Jest autorką pół-autobiograficznej Borderlands/La Frontera: The New Mestiza (1987). Przed śmiercią była bliska ukończenia rękopisu następnej książki Light in the Dark/Luz en lo Oscuro: Rewriting Identity, Spirituality, Reality, którą planowała przedstawić jako pracę doktorską. W 2015 książka została opublikowana pośmiertnie przez Duke University Press.  
Anzaldúa była także autorką książek dla dzieci, m.in. Prietita Has a Friend (1991), Friends from the Other Side — Amigos del Otro Lado (1993) oraz Prietita y La Llorona (1996). Napisała także wiele książek fantastycznych oraz dzieł poetyckich.  
Miała także znaczący wkład w dziedzinie feminizmu, teorii kultury Chicano i teorii queer. Jej eseje są uważane za fundamentalne teksty w rozwijającej się dziedzinie filozofii Latinx.
Napisała przemówienie zatytułowane „Speaking in Tongues: A Letter to Third World Women Writers”, skupiające się na zmianie w kierunku równej i sprawiedliwej reprezentacji płci w literaturze, ale z dala od kwestii rasowych i kulturowych ze względu na rozwój pisarek i teoretyków. W swoim eseju podkreśliła również, że siła pisania pozwala stworzyć świat, który zrekompensowałby to, czego nie oferuje rzeczywistość.

### This Bridge Called My Back
Esej Glorii Anzaldúa „La Prieta” dotyczy jej przejawów myśli i trudności, które złożyły się na jej życie w Teksasie. Anzaldúa identyfikuje się jako byt bez symbolicznego domu i/lub ludzi, z którymi można by się w pełni odnieść. Aby uzupełnić ten brak, stworzyła własne sanktuarium, Mundo Zurdo, w którym jej osobowość wykracza poza oparte na normach linie odniesienia do określonej grupy. Zamiast tego, w swoim Mundo Zurdo, jest jak „Śiwa, wielorękie ciało z nogami, z jedną nogą na brązowej ziemi, drugą na białej, jedną w prostym społeczeństwie, jedną w świecie gejów, w świecie mężczyzn, kobiet, jedna kończyna w świecie literackim, druga w klasie robotniczej, socjalistycznej i okultystycznej”. Fragment opisuje bitwy tożsamościowe, w które autorka musiała toczyć się przez całe życie. Od wczesnego dzieciństwa Anzaldúa borykała się z wyzwaniem bycia kobietą koloru. Od samego początku była narażona na kontakt z własnym ludem, rasizmem własnej rodziny i „lękiem przed kobietami i seksualnością”. Zinternalizowany rasizm jej rodziny natychmiast postawił ją w pozycji „innej” z powodu ich uprzedzeń, że bycie białą i jasną skórą oznacza prestiż i królewskość, kiedy kolor często sprawia, że staje się śmieciem w społeczeństwie (tak jak jej matka narzekała na jej randki mojado z Peru). W gospodarstwie, w którym dorastała postać męska była autorytarną głową, podczas gdy kobieta, matka, tkwiła we wszystkich uprzedzeniach tego paradygmatu. Chociaż jest to trudna sytuacja, w której białe patriarchalne społeczeństwo odrzuciło kolorowe kobiety, geje i lesbijki, nie czyni z nich arcywrogów, ponieważ uważa, że „rzucanie kamieniami nie jest rozwiązaniem” i że rasizm oraz seksizm nie pochodzą tylko od białych, ale także od ludzi kolorowych. Przez całe życie prześladował ją wewnętrzny rasizm i seksizm z dzieciństwa, ponieważ często proszono ją, aby wybrała grupę wobec której jest najbardziej lojalna, czy są to kobiety, osóby kolorowe czy geje/lesbijki. Jej analogia do Śiwy jest odpowiednio dopasowana, ponieważ postanawia przeciwstawić się tym konwencjom i wejść do własnego świata: Mundo Zurdo, który pozwala sobie wejść głębiej, przekroczyć granice konwencji, a jednocześnie odtworzyć siebie i społeczeństwa. Dla Anzaldúa'i jest to forma religii, która pozwala sobie radzić jej sobie z niesprawiedliwością, jaką społeczeństwo na nią rzuca, i stać się lepszym i bardziej rozsądnym człowiekiem.
We wstępie do książki Speaking In Tongues: A Letter To Third World Women Writers zwraca uwagę na niebezpieczeństwa, z którymi, według Anzaldúa, mają do czynienia kolorowe pisarki, a te niebezpieczeństwa wynikają z braku przywilejów. Opowiada o zmianie stylów pisania i o tym, jak uczono nas, abyśmy nie mówili prawdy. Ludzie są wyrzutkami w wyniku mówienia i pisania w swoich ojczystych językach. Anzaldúa chce, aby więcej kolorowych pisarek było widocznych i dobrze przedstawionych w tekście. Jej esej zmusza nas do pisania ze współczuciem i miłością. Pisanie jest formą zdobywania władzy poprzez mówienie prawdy i jest postrzegane jako sposób na dekolonizację, opór i zjednoczenie kolorowych kobiet w ruchu feministycznym.

### Borderlands/La Frontera: The New Mestiza
Gloria Anzaldúa jest najbardziej znana dzięki na wpół autobiograficznej książce, która opowiada o jej życiu na granicy Meksyku z Teksasem. Została wybrana jako jedna z 38 najlepszych książek 1987 roku przez Library Journal. Borderlands bada kondycję kobiet w kulturze Chicano i latynoskiej. Anzaldúa omawia kilka krytycznych kwestii związanych z doświadczeniami Chicany: heteronormatywność, kolonializm i dominacja mężczyzn. Opowiada bardzo osobiście o ucisku lesbijek z Chicana i opowiada o płciowych oczekiwaniach wobec zachowań, które normalizują szacunek kobiet do męskiej władzy w jej społeczności. Rozwija ideę „nowej mestizy” jako „nowej wyższej świadomości”, która przełamie bariery i będzie walczyć z dualistycznymi normami płci męsko-żeńskiej. Pierwsza część książki dotyczy izolacji i samotności na pograniczu kultur, druga składa się z poezji. W książce Anzaldúa używa dwóch odmian angielskiego i sześciu odmian hiszpańskiego. Robiąc to, celowo utrudnia czytanie osobom nie dwujęzycznym. Język był jedną z barier, z którymi Anzaldúa miała do czynienia jako dziecko. Chciała, aby czytelnicy zrozumieli, jak frustrujące są bariery językowe. Książka została napisana jako ujście jej złości i zachęca do bycia dumnym ze swojego dziedzictwa i kultury.
W rozdziale 3 książki, zatytułowanym Entering Into the Serpent, Anzaldúa omawia trzy kluczowe meksykańskie kobiety: La Llorona, La Malinche i Matka Boża z Guadalupe, znane jako Trzy Matki (hiszpański: Las Tres Madres) oraz bada ich związek z kulturą meksykańską.

### Light in the Dark⁄Luz en lo Oscuro: Rewriting Identity, Spirituality, Reality
Anzaldúa napisała Light in the Dark w ostatniej dekadzie swojego życia. Zaczerpnięta z jej niedokończonej rozprawy doktorskiej z literatury na Uniwersytecie Kalifornijskim w Santa Cruz, książka jest starannie przygotowana na podstawie The Gloria Anzaldúa Papers (1942–2004), autorstwa AnaLouise Keating, powiernika literackiego Anzaldúa'i. Książka przedstawia jej najbardziej rozwiniętą filozofię. W Light in the Dark wplata osobiste narracje w głęboko wciągające lektury teoretyczne, aby skomentować liczne współczesne kwestie - w tym ataki z 11 września, praktyki neokolonialne w świecie sztuki i politykę koalicyjną. Docenia podrzędne formy i metody poznania, bycia i tworzenia, które zostały zmarginalizowane przez myśl Zachodu, i teoretyzuje swój proces pisania jako w pełni ucieleśnioną praktykę artystyczną, duchową i polityczną. Light in the Dark zawiera wiele teorii transformacyjnych, w tym nepantleras, imperatyw Coyolxauhqui (nazwany na cześć bogini azteckiej Coyolxāuhqui), aktywizm duchowy i inne.

## Inspiracje literackie

### Nepantlizm
Anzaldúa wykorzystała Nepantla, słowo w języku Nahuatl, które oznacza „w środku”, aby przedstawić jej doświadczenie jako kobiety Chicana. Ukuła termin Nepantlera, według niej „Nepantlerowie są ludźmi progowymi; poruszają się w wielu, często sprzecznych, światach i pomiędzy nimi i odmawiają łączenia się wyłącznie z jakąkolwiek pojedynczą jednostką, grupą lub systemem wierzeń”.

### Duchowość
Anzaldúa określiła siebie jako osobę bardzo uduchowioną i oświadczyła, że podczas swojego życia doświadczyła czterech doświadczeń poza ciałem. W wielu swoich pracach odwoływała się do swojego nabożeństwa do la Virgen de Guadalupe (Matki Bożej z Guadalupe), bóstw Nahuatl, Tolteków oraz do Joruby, Orisza, Jemaja, i Oszun. W 1993 roku wyraziła ubolewanie, że uczeni w dużej mierze zignorowali „niebezpieczne” duchowe aspekty Borderlands i opłakiwali opór wobec tak ważnej części jej pracy. W swoich późniejszych pismach rozwinęła koncepcje duchowego aktywizmu i nepantleras, aby opisać sposoby, w jakie współcześni aktorzy społeczni mogą łączyć duchowość z polityką w celu wprowadzenia rewolucyjnych zmian.

### Język i „terroryzm lingwistyczny”
Prace Anzaldúa’y splatają angielski i hiszpański jako jeden język, pomysł wywodzący się z jej teorii tożsamości „kresowej”. Jej autobiograficzny esej La Prieta został opublikowany (głównie) po angielsku w This Bridge Called My Back oraz (głównie) po hiszpańsku w Esta puente, mi espalda: Voces de mujeres tercermundistas en los Estados Unidos. W swoich pismach Anzaldúa używa unikalnej mieszanki ośmiu dialektów, dwóch odmian angielskiego i sześciu odmian hiszpańskiego. Pod wieloma względami, pisząc w różnych językach, autorka stwarza trudne zadanie dla czytelnika nie dwujęzycznego, aby rozszyfrować pełne znaczenie tekstu. Język, z pewnością jedna z granic, do których skierowała Anzaldúa, jest istotną cechą jej pisarstwa. Jej książka jest poświęcona dumie ze swojego dziedzictwa i uznaniu wielu wymiarów jej kultury.
Anzaldúa podkreśliła w swoim dziele związek między językiem a tożsamością. Wyraziła konsternację z powodu ludzi, którzy porzucili swój język ojczysty, aby dostosować się do społeczeństwa, w którym się znaleźli. Była często karcona za niewłaściwy hiszpański akcent i uważała, że jest to silny aspekt jej dziedzictwa; dlatego określa jakościowe etykietowanie języka „terroryzmem lingwistycznym”. Spędzała dużo czasu promując akceptację wszystkich języków i akcentów. Starając się zdemaskować jej stanowisko w sprawie lingwistyki i etykiet, Anzaldúa wyjaśniła: „Chociaż opowiadam się za umieszczeniem terminów Chicany, tejany, klasy robotniczej i lesbisjko-feministycznej pisarki przed moim nazwiskiem, robię to z powodów innych niż te, które dominująca kultura... aby Chicana, lesbijka i wszystkie inne osoby we mnie nie zostały wymazane, pominięte lub zabite".

### Zdrowie i ciało
Autorka w młodym wieku doświadczyła objawów endokrynologicznych, które spowodowały, że przestała rosnąć fizycznie w wieku dwunastu lat. Jako dziecko nosiła specjalne pasy modelujące stworzone dla niej przez matkę, aby ukryć jej stan. Gdy wciąż była dzieckiem, jej matka zadbała również o to, aby w jej bieliźnie znajdował się dodatkowy kawałek materiału na wypadek krwawienia. Anzaldúa wspominała: „Wyniosłam [zakrwawione szmatki] do tej szopy, wyprałam je i powiesiłam naprawdę nisko na kaktusie, żeby nikt ich nie widział… Moje genitalia… [zawsze] były śmierdzącym miejscem, z którego kapała krew, musiało być ukryte." W 1980 roku, kiedy miała 38 lat, przeszła histerektomię, aby poradzić sobie z nieprawidłowościami dróg rodnych.

### Mestiza/Border Culture
Jednym z głównych wkładów Anzaldúi było wprowadzenie do amerykańskiej publiczności akademickiej terminu mestizaje, oznaczającego stan wykraczający poza koncepcję binarną („albo-albo”). W swoich pracach teoretycznych Anzaldúa nawoływała do „nowej mestizy”, którą opisała jako jednostkę świadomą swoich sprzecznych i zazębiających się tożsamości i wykorzystuje te „nowe kąty widzenia”, aby rzucić wyzwanie binarnemu myśleniu w świecie zachodnim. „Kresy”, do których odwołuje się w swoich pismach, są geograficzne, a także nawiązują do mieszanych ras, dziedzictwa, religii, seksualności i języków. Autokę interesują przede wszystkim sprzeczności i zestawienia niezgodnych oraz przecinających się tożsamości. Zwraca uwagę, że konieczność identyfikowania się jako pewnej, określonej płci może zaszkodzić kreatywności, a także temu, jak poważnie ludzie traktują cię jako producenta dóbr konsumpcyjnych. Myślenie „nowej mestizy” ilustruje feminizm postkolonialny.
Anzaldúa wezwała ludzi różnych ras, aby stawili czoła swoim lękom i wkroczyli do świata, który jest mniej nienawistny i bardziej użyteczny. W La Conciencia de la Mestiza: Towards a New Consciousness, tekście często używanym na kursach studiów kobiecych, Anzaldúa podkreślała, że separatyzm, na który powołują się Chicanos/Chicanas, nie wspiera sprawy, ale zamiast tego utrzymuje ten sam podział rasowy. Wiele jej prac podważa status quo ruchów, w które była zaangażowana. Rzuciła wyzwanie tym ruchom, starając się, aby rzeczywiste zmiany przydarzyły się światu, a nie określonym grupom. Badaczka Ivy Schweitzer pisze, że „jej teoretyzowanie pogranicza lub nowej świadomości mestiza pomogło w rozpoczęciu nowych badań w kilku dziedzinach - feministycznej, amerykanistycznej [i] postkolonialnej”.

### Seksualność
W ten sam sposób, w jaki Anzaldúa często pisała, że czuła, że nie można jej zaklasyfikować jako tylko części jednej lub drugiej rasy, czuła, że posiada multiseksualność. Dorastając, Anzaldúa wyraziła, że odczuwa „intensywną seksualność” wobec własnego ojca, zwierząt, a nawet drzew. Pociągali ją zarówno mężczyźni, jak i kobiety, chociaż w większości swoich tekstów przedstawiała się jako lesbijka. Anzaldúa dużo pisała o swojej queerowej tożsamości i marginalizacji queerowych osób, szczególnie w społecznościach kolorowych.

### Feminizm
Anzaldúa w swoich pismach identyfikuje się jako feministka, a jej główne prace są często kojarzone z feminizmem Chicana i feminizmem postkolonialnym. Pisze o ucisku, którego doświadczała szczególnie jako kolorowa kobieta, a także o ograniczających rolach płciowych, które istnieją w społeczności Chicano. W Borderlands porusza także tematy przemocy seksualnej wobec kolorowych kobiet. Jej prace teoretyczne na temat kultury pogranicza są uważane za prekursorów filozofii Latinx.

## Nagrody
- Before Columbus Foundation American Book Award (1986) – This Bridge Called My Back: Writings by Radical Women of Color[23]
- Lambda Literary Award Lesbian Small Book Press Award (1991)[24]
- Lesbian Rights Award (1991)[25]
- Sappho Award of Distinction (1992)[25]
- National Endowment for the Arts Fiction Award (1991)[26]
- American Studies Association Lifetime Achievement Award (Bode-Pearson Prize – 2001)[27].

Dodatkowo jej praca Borderlands/La Frontera: The New Mestiza została uznana przez Library Journal jako jedna z 38 najlepszych publikacji roku 1987 oraz wpisana na listę 100 Najlepszych Powieści Stulecia przez Hungry Mind Review and Utne Reader.
W 2012 roku została uznana przez Equality Forum za jedną z 31 ikon miesiąca historii LGBT.

## Śmierć i dziedzictwo
Gloria Anzaldúa zmarła 15 maja 2004 r. w swoim domu w Santa Cruz w Kalifornii z powodu komplikacji spowodowanych cukrzycą. W chwili jej śmierci pracowała nad ukończeniem pracy doktorskiej, aby otrzymać doktorat z literatury na Uniwersytecie Kalifornijskim w Santa Cruz. Tytuł został przyznany jej pośmiertnie w 2005 roku.
Obecnie kilka instytucji oferuje nagrody ku czci Anzaldúi.
Chicana/o Latina/o Research Center (CLRC) na Uniwersytecie Kalifornijskim w Santa Cruz oferuje coroczną nagrodę Gloria E. Anzaldúa Distinguished Lecture oraz Gloria E. Anzaldúa Award for Independent Scholars and Contingent Faculty, przyznawaną corocznie przez American Studies Association. Ta ostatnia „… honoruje wybitną karierę Anzaldúi jako niezależnej uczonej, a także jej przełomowy wkład w stypendia dotyczące kolorowych kobiet i teorii queer. Nagroda obejmuje dożywotnie członkostwo w American Statistical Association, dożywotnią elektroniczną subskrypcję American Quarterly, pięcioletni dostęp do elektronicznych zasobów bibliotecznych na University of Texas w Austin oraz 500 dolarów”.
W 2007 roku, trzy lata po śmierci Anzaldúi, powstało towarzystwo Society for the Study of Gloria Anzaldúa (SSGA), które gromadzi naukowców i członków społeczności, którzy nadal angażują się w pracę Anzaldúi. SSGA jest współsponsorem konferencji El Mundo Zurdo, odbywającej się co 18 miesięcy.
The Gloria E. Anzaldúa Poetry Prize jest przyznawana corocznie, we współpracy z the Anzaldúa Literary Trust, poecie, którego twórczość bada, w jaki sposób miejsce kształtuje tożsamość, wyobraźnię i zrozumienie. Szczególną uwagę przywiązuje się do wierszy, które ukazują wielorakie wektory myślenia: artystyczny, teoretyczny i społeczny, czyli polityczny. Pierwsze miejsce zajmuje publikacja Newfound, w tym 25 kopii dla autorów i nagroda w wysokości 500 dolarów.
Aby upamiętnić 75. urodziny Anzaldúi, 26 września 2017 r. Aunt Lute Books opublikowała antologię Imaniman: Poets Writing in the Anzaldúan Borderlands pod redakcją ire'ne lara silva'i i Dan'a Vera ze wstępem autorstwa Juana Felipe Herrera oraz zawiera prace 52 współczesnych poetów na temat nieustannego wpływu Anzaldúa'y na współczesną myśl i kulturę. Tego samego dnia Google upamiętniło w Stanach Zjednoczonych osiągnięcia i dziedzictwo Anzaldúa'i za pomocą doodla.

## Archiwa
Mieszczący się w Nettie Lee Benson Latin American Collection na University of Texas w Austin, Gloria Evangelina Anzaldúa Papers, 1942-2004, zawiera opublikowane i niepublikowane materiały, w tym rękopisy, poezję, rysunki, nagrane wykłady i inne zasoby archiwalne.  AnaLouise Keating jest jedną z powierników Anzaldúa Trust. Anzaldúa utrzymywała kolekcję figurek, masek, grzechotek, świec i innych efemeryd używanych jako ołtarze (altares) w swoim domu w Santa Cruz w Kalifornii. Te altares były integralną częścią jej życia duchowego i procesu twórczego jako pisarki. Kolekcja ołtarzy znajduje się obecnie w dziale zbiorów specjalnych Biblioteki Uniwersyteckiej Uniwersytetu Kalifornijskiego w Santa Cruz.

## Publikacje
- This Bridge Called My Back: Writings by Radical Women of Color (1981), współredakcja Cherríe Moraga, Duke University Press, 2015. ISBN 0-943219-22-1
- Borderlands/La Frontera: The New Mestiza (1987)., Aunt Lute Books, 2012. ISBN 1-879960-12-5
- Making Face, Making Soul/Haciendo Caras: Creative and Critical Perspectives by Feminists of Color, Aunt Lute Books, 1990. ISBN 1-879960-10-9
- Interviews/Entrevistas, red. AnaLouise Keating, Routledge, 2000. ISBN 0-415-92503-7
- This Bridge We Call Home: Radical Visions for Transformation, współredakcja AnaLouise Keating, Routledge, 2002. ISBN 0-415-93682-9
- The Gloria Anzaldúa Reader, edited by AnaLouise Keating. Duke University Press, 2009. ISBN 978-0-8223-4564-0
- Light in the Dark/Luz en lo Oscuro: Rewriting Identity, Spirituality, Reality, red. AnaLouise Keating, Duke University Press, 2015. ISBN 978-0-8223-6009-4

### Książki dla dzieci
- Prietita Has a Friend (1991)
- Friends from the Other Side/Amigos del Otro Lado (1995)
- Prietita y La Llorona (1996)